# Ferryville
Ferryville és una població dels Estats Units a l'estat de Wisconsin. Segons el cens del 2000 tenia 174 habitants.

## Demografia
Segons el cens del 2000, Ferryville tenia 174 habitants, 93 habitatges, i 55 famílies. La densitat de població era de 27,2 habitants per km².
Dels 93 habitatges en un 15,1% hi vivien nens de menys de 18 anys, en un 53,8% hi vivien parelles casades, en un 4,3% dones solteres, i en un 39,8% no eren unitats familiars. En el 39,8% dels habitatges hi vivien persones soles el 23,7% de les quals corresponia a persones de 65 anys o més que vivien soles. El nombre mitjà de persones vivint en cada habitatge era d'1,87 i el nombre mitjà de persones que vivien en cada família era de 2,45.
Per edats la població es repartia de la següent manera: un 12,6% tenia menys de 18 anys, un 4,6% entre 18 i 24, un 17,2% entre 25 i 44, un 43,7% de 45 a 60 i un 21,8% 65 anys o més.
L'edat mediana era de 54 anys. Per cada 100 dones de 18 o més anys hi havia 102,7 homes.
La renda mediana per habitatge era de 33.958 $ i la renda mediana per família de 45.833 $. Els homes tenien una renda mediana de 28.125 $ mentre que les dones 20.357 $. La renda per capita de la població era de 20.602 $. Aproximadament el 3,4% de les famílies i el 4,5% de la població estaven per davall del llindar de pobresa.

## Poblacions més properes
El següent diagrama mostra les poblacions més properes.